# Nemesia angustata
Nemesia angustata is een spinnensoort in de taxonomische indeling van de bruine klapdeurspinnen (Nemesiidae).
Nemesia angustata werd in 1873 beschreven door Simon.